# Philip Kerr
Philip Kerr (Edimburgo, 22 febbraio 1956 – 23 marzo 2018) è stato uno scrittore scozzese, autore di romanzi thriller d'ambientazione storica, contemporanea e futuristica.
Kerr ha studiato legge all'università di Birmingham, dove ha ottenuto un master's degree nel 1980, e negli anni ottanta ha lavorato come copywriter in diverse agenzie pubblicitarie, fra cui la Saatchi & Saatchi, prima di esordire nella narrativa nel 1989 con Violette di marzo (March Violets), che ha dato inizio ad una serie di thriller storici ambientati nella Germania nazista.
È scomparso nel 2018 all'età di 62 anni a seguito di un tumore.

## Opere

### Romanzi
- Un killer tra i filosofi (A Philosophical Investigation) (1992) - edizione italiana: Rizzoli, 1993. ISBN 88-17-66405-7
- Carne da macello (Dead Meat) (1993) - Passigli, 2000. ISBN 88-368-0601-5
- Gabbia d'acciaio (Gridiron) (1995) - Rizzoli, 1996. ISBN 88-17-67299-8
- Esaù (Esau) (1996) - Rizzoli, 1998. ISBN 88-17-67106-1
- Un colpo ben studiato (A Five Year Plan) (1997) - Rizzoli, 1999. ISBN 88-17-68024-9
- Il secondo angelo (The Second Angel) (1998) - Passigli, 2004. ISBN 88-368-0859-X
- Nel mirino (The Shot) (1999) - Passigli, 2000. ISBN 88-368-0647-3
- Dark Matter - Isaac Newton e il mistero della Torre di Londra (Dark Matter: The Private Life of Sir Isaac Newton) (2002) - Passigli, 2002. ISBN 88-368-0756-9
- La pace di Hitler (Hitler's Peace) (2005) - Passigli, 2006. ISBN 88-368-0999-5
- Prayer (2013)

#### Serie di Bernhard Gunther
- Violette di marzo (March Violets) (1989) - Passigli, 1997. ISBN 88-368-0441-1
- Il criminale pallido (The Pale Criminal) (1990) - Passigli, 1998. ISBN 88-368-0974-X
- Un requiem tedesco (A German Requiem) (1991) - Passigli, 1999. ISBN 88-368-0564-7
- L'uno dall'altro (The One From the Other) (2006) - Passigli, 2007. ISBN 978-88-368-1089-5
- A fuoco lento (A Quiet Flame) (2008) - Passigli, 2008. ISBN 978-88-368-1134-2
- Se i morti non risorgono (If The Dead Rise Not) (2009) - Passigli, 2010. ISBN 978-88-368-1191-5
- Field Grey (2010)
- La notte di Praga (Prague Fatale) (2011) - Piemme, 2013. ISBN 978-88-566-3032-9
- A Man Without Breath (2013)
- The Lady from Zagreb (2015)
- The Other Side of Silence (2016)
- Prussian Blue (2017)
- Greeks Bearing Gifts (2018)
- Metropolis (2019)

#### Romanzi per ragazzi (con il nome P.B. Kerr)
- Serie La stirpe della lampada (Children of the Lamp)
  - Il ritorno di Akhenaton (The Akhenaten Adventure) (2004) - Mondadori, 2005. ISBN 88-04-54897-5
  - Il genio blu di Babilonia (The Blue Djinn of Babylon) (2005) - Mondadori, 2006. ISBN 88-04-56077-0
  - Il re cobra di Kathmandu (The Cobra King of Kathmandu) (2006) - Mondadori, 2007. ISBN 978-88-04-57049-3
  - La maledizione dei demoni guerrieri (The Day of the Djinn Warriors) (2007) - Mondadori, 2008. ISBN 978-88-04-58033-1
  - The Eye of the Forest (2009)
  - The Five Fakirs of Faizabad (2010)
  - The Grave Robbers of Genghis Khan (2011)
- One Small Step (2008)

### Altri media
- Violette di marzo adattamento a fumetti dell'omonimo romanzo, sceneggiato da Pierre Boisserie e disegnato da François Warzala.[3]